# Lijst van Finse ministers van Sociale Zaken en Volksgezondheid

## Lijst van Finse ministers van Sociale Zaken en Volksgezondheid (1944–heden)
| Minister van Sociale Zaken sosiaaliministeri                                | Minister van Sociale Zaken sosiaaliministeri                                | Minister van Sociale Zaken sosiaaliministeri                                | Ambtstermijn           | Ambtstermijn      | Partij(en)                                                 | Premier(s)                        | Kabinet(en)                   |
| --------------------------------------------------------------------------- | --------------------------------------------------------------------------- | --------------------------------------------------------------------------- | ---------------------- | ----------------- | ---------------------------------------------------------- | --------------------------------- | ----------------------------- |
|                                                                             | Ralf Törngren                                                               | Ralf Törngren (1899–1961)                                                   | 16 november 1944       | 18 april 1945     | Zweedse Volkspartij in Finland                             | Juho Kusti Paasikivi (1944–1946)  | Paasikivi II                  |
|                                                                             | Eino Kilpi                                                                  | Eino Kilpi (1889–1963)                                                      | 18 april 1945          | 26 maart 1946     | Sociaal- Democratische Partij                              | Juho Kusti Paasikivi (1944–1946)  | Paasikivi III                 |
| Sociaal- Democratische Partij                                               | Eino Kilpi                                                                  | Eino Kilpi (1889–1963)                                                      | 18 april 1945          | 26 maart 1946     | Carl Enckell (1946)                                        |                                   | Paasikivi III                 |
|                                                                             | Matti Janhunen                                                              | Matti Janhunen (1902–1963)                                                  | 26 maart 1946          | 29 juli 1948      | Finse Democratische Volksunie                              | Mauno Pekkala (1946–1948)         | Pekkala                       |
|                                                                             | Valdemar Liljeström                                                         | Valdemar Liljeström (1902–1960)                                             | 29 juli 1948           | 3 maart 1949      | Sociaal- Democratische Partij                              | Karl-August Fagerholm (1948–1950) | Fagerholm I                   |
|                                                                             | Tyyne Leivo-Larsson                                                         | Tyyne Leivo- Larsson (1902–1977)                                            | 3 maart 1949           | 19 maart 1949     | Sociaal- Democratische Partij                              | Karl-August Fagerholm (1948–1950) | Fagerholm I                   |
|                                                                             | Aleksi Aaltonen                                                             | Aleksi Aaltonen (1892–1956)                                                 | 19 maart 1949          | 18 maart 1950     | Sociaal- Democratische Partij                              | Karl-August Fagerholm (1948–1950) | Fagerholm I                   |
|                                                                             | Ralf Törngren                                                               | Ralf Törngren (1899–1961)                                                   | 18 maart 1950          | 17 januari 1951   | Zweedse Volkspartij in Finland                             | Urho Kekkonen (1950–1953)         | Kekkonen I                    |
|                                                                             | Vihtori Vesterinen                                                          | Vihtori Vesterinen (1895–1958)                                              | 17 januari 1951        | 20 september 1951 | Centrumpartij                                              | Urho Kekkonen (1950–1953)         | Kekkonen II                   |
|                                                                             | Ralf Törngren                                                               | Ralf Törngren (1899–1961)                                                   | 20 september 1951      | 26 november 1952  | Zweedse Volkspartij in Finland                             | Urho Kekkonen (1950–1953)         | Kekkonen III                  |
|                                                                             | Väinö Leskinen                                                              | Väinö Leskinen (1917–1972)                                                  | 26 november 1952       | 9 augustus 1953   | Sociaal- Democratische Partij                              | Urho Kekkonen (1950–1953)         | Kekkonen III                  |
|                                                                             | Lauri Hietanen                                                              | Lauri Hietanen (1902–1971)                                                  | 9 augustus 1953        | 17 november 1953  | Onafhankelijk                                              | Urho Kekkonen (1950–1953)         | Kekkonen IV                   |
|                                                                             | Esa Kaitila                                                                 | Esa Kaitila (1909–1975)                                                     | 17 november 1953       | 5 mei 1954        | Finse Volkspartij                                          | Sakari Tuomioja (1953–1954)       | Tuomioja                      |
|                                                                             | Tyyne Leivo-Larsson                                                         | Tyyne Leivo- Larsson (1902–1977)                                            | 5 mei 1954             | 20 oktober 1954   | Sociaal- Democratische Partij                              | Ralf Törngren (1954)              | Törngren                      |
|                                                                             | Onni Peltonen                                                               | Onni Peltonen (1894–1969)                                                   | 20 oktober 1954        | 3 maart 1956      | Sociaal- Democratische Partij                              | Urho Kekkonen (1954–1956)         | Kekkonen V                    |
|                                                                             |                                                                             | Irma Karvikko (1894–1971)                                                   | 3 maart 1956           | 17 mei 1957       | Finse Volkspartij                                          | Karl-August Fagerholm (1956–1957) | Fagerholm II                  |
|                                                                             | Tyyne Leivo-Larsson                                                         | Tyyne Leivo- Larsson (1902–1977)                                            | 17 mei 1957            | 27 mei 1957       | Sociaal- Democratische Partij                              | Karl-August Fagerholm (1956–1957) | Fagerholm II                  |
|                                                                             | Irma Karvikko                                                               | Irma Karvikko (1909–1994)                                                   | 27 mei 1957            | 1 september 1957  | Finse Volkspartij                                          | Jussi Sukselainen (1957)          | Sukselainen I                 |
|                                                                             | Aino Malkamäki                                                              | Aino Malkamäki (1895–1961)                                                  | 1 september 1957       | 30 november 1957  | Sociaal- Democratische Unie van Arbeiders en Kleine Boeren | Jussi Sukselainen (1957)          | Sukselainen I                 |
|                                                                             | Heikki Waris                                                                | Heikki Waris (1901–1989)                                                    | 30 november 1957       | 26 april 1958     | Onafhankelijk                                              | Rainer von Fieandt (1957–1958)    | Von Fieandt                   |
|                                                                             | Valdemar Liljeström                                                         | Valdemar Liljeström (1902–1960)                                             | 26 april 1958          | 30 augustus 1958  | Onafhankelijk                                              | Reino Kuuskoski (1958)            | Kuuskoski                     |
|                                                                             | Väinö Leskinen                                                              | Väinö Leskinen (1917–1972)                                                  | 30 augustus 1958       | 13 januari 1959   | Sociaal- Democratische Partij                              | Karl-August Fagerholm (1958–1959) | Fagerholm III                 |
|                                                                             | Vieno Simonen                                                               | Vieno Simonen (1898–1994)                                                   | 13 januari 1959        | 12 april 1962     | Centrumpartij                                              | Jussi Sukselainen (1959–1961)     | Sukselainen II                |
| Eemil Luukka (1961)                                                         | Vieno Simonen                                                               | Vieno Simonen (1898–1994)                                                   | 13 januari 1959        | 12 april 1962     | Centrumpartij                                              |                                   | Sukselainen II                |
| Martti Miettunen (1961–1962)                                                | Vieno Simonen                                                               | Vieno Simonen (1898–1994)                                                   | 13 januari 1959        | 12 april 1962     | Centrumpartij                                              | Miettunen I                       |                               |
|                                                                             | Olavi Saarinen                                                              | Olavi Saarinen (1923–1979)                                                  | 12 april 1962          | 18 oktober 1963   | Sociaal- Democratische Unie van Arbeiders en Kleine Boeren | Ahti Karjalainen (1962–1963)      | Karjalainen I                 |
|                                                                             | Kyllikki Pohjala                                                            | Kyllikki Pohjala (1894–1979)                                                | 18 oktober 1963        | 26 april 1991     | Nationale Coalitiepartij                                   | Ahti Karjalainen (1962–1963)      | Karjalainen I                 |
|                                                                             |                                                                             | Olof Ojala (1919–1977)                                                      | 17 december 1963       | 12 september 1964 | Onafhankelijk                                              | Reino Ragnar Lehto (1963–1964)    | Lehto                         |
|                                                                             | Juho Tenhiälä                                                               | Juho Tenhiälä (1912–1999)                                                   | 12 september 1964      | 26 mei 1966       | Finse Volkspartij                                          | Johannes Virolainen (1964–1966)   | Virolainen                    |
|                                                                             |                                                                             | Matti Koivunen (1919–1997)                                                  | 26 mei 1966            | 22 maart 1968     | Finse Democratische Volksunie                              | Rafael Paasio (1966–1968)         | Paasio I                      |
|                                                                             | Anna-Liisa Tiekso                                                           | Anna-Liisa Tiekso (1929–2010)                                               | 22 maart 1968          | 15 mei 1970       | Finse Democratische Volksunie                              | Mauno Koivisto (1968–1970)        | Koivisto I                    |
| Minister van Sociale Zaken en Volksgezondheid sosiaali- ja terveysministeri | Minister van Sociale Zaken en Volksgezondheid sosiaali- ja terveysministeri | Minister van Sociale Zaken en Volksgezondheid sosiaali- ja terveysministeri | Ambtstermijn           | Ambtstermijn      | Partij(en)                                                 | Premier(s)                        | Kabinet(en)                   |
|                                                                             | Gunnar Korhonen                                                             | Gunnar Korhonen (1918–2001)                                                 | 15 mei 1970            | 15 juli 1970      | Onafhankelijk                                              | Teuvo Aura (1970)                 | Aura I                        |
|                                                                             | Anna-Liisa Tiekso                                                           | Anna-Liisa Tiekso (1929–2010)                                               | 15 juli 1970           | 25 maart 1971     | Finse Democratische Volksunie                              | Ahti Karjalainen (1970–1971)      | Karjalainen II                |
|                                                                             | Pekka Kuusi                                                                 | Pekka Kuusi (1917–1989)                                                     | 25 maart 1971          | 30 oktober 1971   | Sociaal- Democratische Partij                              | Ahti Karjalainen (1970–1971)      | Karjalainen II                |
|                                                                             | Alli Lahtinen                                                               | Alli Lahtinen (1926–1976)                                                   | 30 oktober 1971        | 22 februari 1972  | Onafhankelijk                                              | Teuvo Aura (1971–1972)            | Aura II                       |
|                                                                             |                                                                             | Osmo Kaipainen (1933–1985)                                                  | 22 februari 1972       | 4 september 1972  | Sociaal- Democratische Partij                              | Rafael Paasio (1972)              | Paasio II                     |
|                                                                             |                                                                             | Seija Karkinen (1936)                                                       | 4 september 1972       | 13 juni 1975      | Sociaal- Democratische Partij                              | Kalevi Sorsa (1972–1975)          | Sorsa I                       |
|                                                                             | Alli Lahtinen                                                               | Alli Lahtinen (1926–1976)                                                   | 13 juni 1975           | 30 november 1975  | Onafhankelijk                                              | Keijo Liinamaa (1975)             | Liinamaa                      |
|                                                                             | Irma Toivanen                                                               | Irma Toivanen (1922–2010)                                                   | 30 november 1975       | 15 mei 1977       | Liberale Volkspartij                                       | Martti Miettunen (1975–1977)      | Miettunen II                  |
| Miettunen III                                                               | Irma Toivanen                                                               | Irma Toivanen (1922–2010)                                                   | 30 november 1975       | 15 mei 1977       | Liberale Volkspartij                                       | Martti Miettunen (1975–1977)      |                               |
|                                                                             | Pirkko Työläjärvi                                                           | Pirkko Työläjärvi (1938)                                                    | 15 mei 1977            | 26 mei 1979       | Sociaal- Democratische Partij                              | Kalevi Sorsa (1977–1979)          | Sorsa II                      |
|                                                                             | Sinikka Luja-Penttilä                                                       | Sinikka Luja- Penttilä (1924–2022)                                          | 26 mei 1979            | 20 februari 1982  | Sociaal- Democratische Partij                              | Mauno Koivisto (1979–1981)        | Koivisto II                   |
| Eino Uusitalo (1981–1982)                                                   | Sinikka Luja-Penttilä                                                       | Sinikka Luja- Penttilä (1924–2022)                                          | 26 mei 1979            | 20 februari 1982  | Sociaal- Democratische Partij                              |                                   | Koivisto II                   |
|                                                                             | Jacob Söderman                                                              | Jacob Söderman (1938)                                                       | 20 februari 1982       | 30 juni 1982      | Sociaal- Democratische Partij                              | Kalevi Sorsa (1982–1987)          | Sorsa III                     |
|                                                                             | Vappu Taipale                                                               | Vappu Taipale (1940)                                                        | 30 juni 1982           | 6 mei 1983        | Sociaal- Democratische Partij                              | Kalevi Sorsa (1982–1987)          | Sorsa III                     |
|                                                                             | Eeva Kuuskoski                                                              | Eeva Kuuskoski (1946)                                                       | 6 mei 1983             | 30 april 1987     | Centrumpartij                                              | Kalevi Sorsa (1982–1987)          | Sorsa IV                      |
|                                                                             |                                                                             | Helena Pesola (1947)                                                        | 30 april 1987          | 1 januari 1990    | Nationale Coalitiepartij                                   | Harri Holkeri (1987–1991)         | Holkeri                       |
|                                                                             |                                                                             | Mauri Miettinen (1941)                                                      | 1 januari 1990         | 26 april 1991     | Nationale Coalitiepartij                                   | Harri Holkeri (1987–1991)         | Holkeri                       |
|                                                                             | Eeva Kuuskoski                                                              | Eeva Kuuskoski (1946)                                                       | 26 april 1991          | 24 april 1992     | Centrumpartij                                              | Esko Aho (1991–1995)              | Aho                           |
|                                                                             | Jorma Huuhtanen                                                             | Jorma Huuhtanen (1945)                                                      | 24 april 1992          | 13 april 1995     | Centrumpartij                                              | Esko Aho (1991–1995)              | Aho                           |
|                                                                             | Sinikka Mönkäre                                                             | Sinikka Mönkäre (1947)                                                      | 13 april 1995          | 15 april 1999     | Sociaal- Democratische Partij                              | Paavo Lipponen (1995–2003)        | Lipponen I                    |
|                                                                             | Maija Perho                                                                 | Maija Perho (1948)                                                          | 15 april 1999          | 17 april 2003     | Nationale Coalitiepartij                                   | Paavo Lipponen (1995–2003)        | Lipponen II                   |
|                                                                             | Sinikka Mönkäre                                                             | Sinikka Mönkäre (1947)                                                      | 17 april 2003          | 22 september 2005 | Sociaal- Democratische Partij                              | Anneli Jäätteenmäki (2003)        | Jäätteenmäki                  |
| Matti Vanhanen (2003–2010)                                                  | Sinikka Mönkäre                                                             | Sinikka Mönkäre (1947)                                                      | 17 april 2003          | 22 september 2005 | Sociaal- Democratische Partij                              | Vanhanen I                        |                               |
| Matti Vanhanen (2003–2010)                                                  |                                                                             | Tuula Haatainen                                                             | Tuula Haatainen (1960) | 22 september 2005 | 20 april 2007                                              | Vanhanen I                        | Sociaal- Democratische Partij |
| Matti Vanhanen (2003–2010)                                                  |                                                                             | Liisa Hyssälä                                                               | Liisa Hyssälä (1948)   | 20 april 2007     | 25 mei 2010                                                | Centrumpartij                     | Vanhanen II                   |
| Matti Vanhanen (2003–2010)                                                  |                                                                             | Juha Rehula                                                                 | Juha Rehula (1963)     | 25 mei 2010       | 22 juni 2011                                               | Centrumpartij                     | Vanhanen II                   |
| Centrumpartij                                                               | Mari Kiviniemi (2010–2011)                                                  | Juha Rehula                                                                 | Juha Rehula (1963)     | 25 mei 2010       | 22 juni 2011                                               | Kiviniemi                         |                               |
|                                                                             | Paula Risikko                                                               | Paula Risikko (1960)                                                        | 22 juni 2011           | 24 juni 2014      | Nationale Coalitiepartij                                   | Jyrki Katainen (2011–2014)        | Katainen                      |
|                                                                             | Laura Räty                                                                  | Laura Räty (1977)                                                           | 24 juni 2014           | 29 mei 2015       | Nationale Coalitiepartij                                   | Alexander Stubb (2014–2015)       | Stubb                         |
|                                                                             | Hanna Mäntylä                                                               | Hanna Mäntylä (1974)                                                        | 29 mei 2015            | 26 augustus 2016  | Finnenpartij                                               | Juha Sipilä (2015–2019)           | Sipilä                        |
|                                                                             | Pirkko Mattila                                                              | Pirkko Mattila (1964)                                                       | 26 augustus 2016       | 6 juni 2019       | Finnenpartij (2016–17)                                     | Juha Sipilä (2015–2019)           | Sipilä                        |
|                                                                             | Pirkko Mattila                                                              | Pirkko Mattila (1964)                                                       | 26 augustus 2016       | 6 juni 2019       | Blauwe Toekomst (2017–19)                                  | Juha Sipilä (2015–2019)           | Sipilä                        |
|                                                                             | Aino-Kaisa Pekonen                                                          | Aino-Kaisa Pekonen (1979)                                                   | 6 juni 2019            | 30 juni 2021      | Linkse Alliantie                                           | Antti Rinne (2019)                | Rinne                         |
| Sanna Marin (2019–2023)                                                     | Aino-Kaisa Pekonen                                                          | Aino-Kaisa Pekonen (1979)                                                   | 6 juni 2019            | 30 juni 2021      | Linkse Alliantie                                           | Marin                             |                               |
| Sanna Marin (2019–2023)                                                     |                                                                             | Hanna Sarkkinen                                                             | Hanna Sarkkinen (1988) | 30 juni 2021      | 20 juni 2023                                               | Marin                             | Linkse Alliantie              |
|                                                                             | Kaisa Juuso                                                                 | Kaisa Juuso (1960)                                                          | 20 juni 2023           | heden             | Finnenpartij                                               | Petteri Orpo (2023–heden)         | Orpo                          |